# Saint-Michel-d'Euzet
Saint-Michel-d'Euzet è un comune francese di 607 abitanti situato nel dipartimento del Gard, nella regione dell'Occitania.

## Società

### Evoluzione demografica
Abitanti censiti